# Дроздов, Николоз Григорьевич
Николо́з Григо́рьевич Дроздо́в (род. 26 октября 1944, Караганда) — советский, грузинский журналист, режиссёр-документалист и сценарист. Писатель.

## Биография
Родился 26 октября 1944 года в городе Караганда Карагандинской области (Казахская ССР).
Родители: отец — Григорий Дроздов, мать — Кетеван Орахелашвили стали жертвами политических репрессий в 1930-е годы. После отбывания срока заключения в Карлаге, были оставлены на поселении в Казахстане. В 1955 году, после реабилитации родителей, семья вернулась в Тбилиси.
- В 1969 году окончил факультет журналистики Тбилисского государственного университета. Кандидат филологических наук.
- В 1980—1985 годах — главный редактор Грузинской студии научно-популярных и документальных фильмов,
- в 1985—1994 годах — художественный руководитель творческого объединения «Позиция» той же студии.
- В 1985—1995 годах — секретарь правления Союза кинематографистов Грузии.

## Творчество

### Фильмография
В качестве режиссёра снял документальные фильмы по собственному сценарию:
- 1984 год — «Захарово поле»,
- 1986 год — «Нодар Думбадзе»,
- 1987 год — «Судьба»,
- 1989 год — «Заложник вечности»,
- 1993 год — «Театр эпохи Шеварднадзе»,
- 1990—1994 гг.— цикл «Путь домой»: шесть фильмов.

В 1995—2012 годах работал режиссёром в телекомпаниях: «Аудитория», «9-й канал», «Мзе», где создал 100-серийный документальный цикл «Грузия, XX век» (1999—2000); фильм «Виват, Эль-Капитан»; многосерийный проект «Игры патриотов» (2004—2005); «Парадоксы от металлурга», «Безбилетный пассажир», «Человек, проходящий сквозь стены», «Осень патриарха», «Копия оригинала», «Сага о мятежных воинах»;
Телефильмы:
- 2003 год — «Иосиф Сталин. Второе пришествие?»,
- 2012 год — «Свободный».

А также много других различных проектов.
Николоз Дроздов — автор более ста кино- и телефильмов. Занимается также литературной деятельностью.

## Награды, премии
- 1987 г. — Государственная премия Грузии за фильм «Нодар Думбадзе» (о Нодаре Думбадзе).
- 1998 г. — главный приз международного «Кинофестиваля в Банско» (Болгария) за фильм «Виват, Эль Капитан».
- 1999 г. — Орден Почёта «За вклад в грузинское кино».
- 2019 г. — лауреат серебряной медали за книгу «Две повести о любви и отчаянии» — немецкого международного литературного конкурса «Лучшая книга года», Берлин-Франкфурт.

### Список книг на Livelib
- Победители.